# 28992 Timbrothers
28992 Timbrothers è un asteroide della fascia principale. Scoperto nel 2001, presenta un'orbita caratterizzata da un semiasse maggiore pari a 2,396718 UA e da un'eccentricità di 0,178765, inclinata di 0,396253° rispetto all'eclittica. Ha un periodo di rotazione di 16,6 ore.